# Археолошки локалитет Маниште у Ранутовцу
Археолошки локалитет Маниште у Ранутовцу једно је од неколико налазишта из периода касне праисторије у јужној Србији, на коме је пронађена некропола из период раног бронзаног доба. У њој су у неколико гробова откривни остаци спаљених покојника и крупни комади угљенисаног дрвета за које се са сигурношћу може претпоставити да представљају остатке погребних ломача.

## Положај
Археолошки локалитет Маниште налази се на око 5 km североисточно од Врања, у селу Ранутовац, на траси Кородора 10, у Врањској котлини која се пружа дуж горњег тока Јужне Мораве и окружена је до 2.000 m високим масивима огранака Родопских и Балканских планина. Најниже надморске висине карактеришу алувијалну раван Јужне Мораве и крећу се око 400 m. Обод котлине чине речне терасе на 500–800 m и побрђе на 800–1.000 m надморске висине.

## Заштита
Ова некропола која потиче из раног бронзаног доба је знатно је оштећена током свог дугог историјског периода од настанка до данас...
...копањем јама и земуница које су биле саставни део насеља раног гвозденог доба чији се већи део простирао управо изнад некрополе. Исто тако, целине у старијем насељу гвозденог доба местимично су оштећене укопима из млађе фазе тог насеља. У новије време, овај простор у плодној долини Јужне Мораве интензивно се користи за пољопривредну производњу, чиме су делови локалитета у различитој мери нарушени.
На основу наведених чињеница, очуваност остатака из раног бронзаног доба генерално је лоша и варира у различитим деловима некрополе.
Сав пронађени археолошки материјал са овога локалитет након обраде у Народном музеју у Врању, изложен је у музејској збирци.

## Археолошка истраживања
На Кородору 10, од села Грабовнице код Лесковца, до Прешева и границе са Северном Македонијом, регистрована су 33 археолошка локалитета, од којих су пет још неистражени.
Једно од наведене 33 археолошка локалитета и за науку вредно откриће, је некропола, која је откривена и истражена приликом заштитних археолошких радова дуж трасе аутопута Е-75.5 на релацији Ниш - Прешево, у селу Ранутовац. Локалитет је истражила група стручњака Археолошког института Српске академије наука и уметности и Филозофског факултета из Београда 2012. године.

## Значај
Ова некропола која је за сада најстарије и најзначајније откриће на траси Коридора 10 значајна је по томе што су у овом великом и врло битном археолошком налазишту у Србији пронађени остаци покојника спаљени на ломачи и више предмете од керамике, необичног изгледа за ово подручје и неколико посуда којима се до сада није знала намена.

Оно по чему је овај локалитет јединствен је некропола у којој су похрањивани остаци покојника спаљени на ломачи. Према изјави београдског археолога Александар Булатовић, координатора Пројекта заштитних археолошких истраживања на Коридору 10: 
Пронађена некропола је из раног бронзаног доба, према првим процјенамама из периода између 2.000 и 1.800 године п. н. е. а значајна је по томе што је једина у потпуности очувана некропола из тог периода на територији централног Балкана.

## Опис локалитета
Ископавањем је утврђено постојање некрополе из раног бронзаног доба и насеља из старијег гвозденог доба.
Индивидуе сахрањене у некрополи раног бронзаног доба биле су кремиране, а њихови остаци били су делимично похрањени у мање, плитке јаме или положени на површину земље. У већини случајева били су покривени керамичком посудом или већим фрагментом керамике.
Гробне јаме, односно зоне са остацима покојника биле су означене кружном каменом конструкцијом у виду плашта или каменим прстеном. У непосредној близини два од истражених гробова откривена је мања зона запечене земље, гарежи и пепела која је схваћена као место где су, након кремације, остаци покојника бивали одложени да се охладе пре него што би били положени у гробне јаме.
На неколико места, делови животиња и покоја камена алатка покопани су заједно са остацима покојника.
Некропола је, према апсолутним датумима, опредељена у период 22 до 18. века п. н. е.